# Ibn Ghurab
Sad-ad-Din Ibrahim ibn Abd-ar-Razzaq ibn Ghurab, més conegut simplement com a Ibn Ghurab (ca. 1378-1406) fou un home d'estat del Soldanat Mameluc, dirigent efectiu del país per algun temps. Era fill d'Àlam-ad-Din Abd-ar-Razzaq, que fou nàzir (‘controlador’) d'Alexandria, càrrec que ja havia heretat del seu pare Xams-ad-Din Ghurab.
Va arrossegar a la desgràcia el seu protector Jamal-ad-Din Mahmud, ustadar de palau (‘majordom’) i en recompensa va rebre càrrecs administratius i va ascendir ràpidament entre 1396 i 1399, quan va ser nomenat controlador de l'exèrcit i va estar en disposició de fer nomenar el seu germà, Fakhr-ad-Din Màjid, (menys dotat que ell mateix) com a visir. Però a la mort del sultà Barquq el 20 de juny de 1399 van esclatar diferències entre els mamelucs, i Fakhr-ad-Din i Sad-ad-Din foren revocats dels seus càrrecs i empresonats.
Foren alliberats el 1400 i restablerts als seus càrrecs però per pocs temps i van haver de fugir del Caire. Sad-ad-Din va ocupar el càrrec de majordom de palau (ustadar) el 1401 i el 1402 va ser nomenat amir del consell (amir majlis); va tenir dificultats el 1403, però després es va consolidar i va exercir el poder de l'estat com a secretari privat (kàtib as-sirr) i cap del consell consultiu (ras màixwara). Va perdre el poder durant el breu regnat (dos mesos i mig) d'al-Mansur Izz-ad-Din Abd-al-Aziz (1405) però el va recuperar quan va retornar al tron an-Nàssir Fàraj, a la tornada del qual va contribuir de manera destacada, rebent el nomenament com amir de primera classe. Va mostrar gran generositat durant l'epidemia de peste del 1405, però en canvi fou considerat autor dels forts impostos que angoixaven al poble.
Va morir a l'any següent (1406) de malaltia, quan només tenia 28 anys.